# NGC 3702
NGC 3702 est une galaxie spirale intermédiaire située dans la constellation de la Coupe. NGC 3702 a été découverte par l'astronome américain Francis Leavenworth en 1886.

## Caractéristiques
Sa vitesse par rapport au fond diffus cosmologique est de 7 061 ± 52 km/s, ce qui correspond à une distance de Hubble de 104,1 ± 7,3 Mpc (∼340 millions d'al).
À ce jour, une mesure non basée sur le décalage vers le rouge (redshift) donne une distance d'environ 90,800 Mpc (∼296 millions d'al). Cette valeur est tout juste à l'extérieur des valeurs de la distance de Hubble. Notons cependant que c'est avec la valeur moyenne des mesures indépendantes, lorsqu'elles existent, que la base de données NASA/IPAC calcule le diamètre d'une galaxie et qu'en conséquence le diamètre de NGC 3702 pourrait être d'environ 39,9 kpc (∼130 000 al) si on utilisait la distance de Hubble pour le calculer.